# Malanea ptariensis
Malanea ptariensis är en måreväxtart som beskrevs av Julian Alfred Steyermark. Malanea ptariensis ingår i släktet Malanea och familjen måreväxter. Inga underarter finns listade i Catalogue of Life.